# Детски глист
Детският глист (Ascaris lumbricoides) е паразитен червей от семейство Ascarididae.

## Морфологични особености
Това е един от най-големите ендопаразити. Мъжкият достига от 15 до 25 cm, а женската от 20 до 50 cm. Детският глист има всички белези характерни за типа. Детският глист диша безкислородно. Може да се придвижва свободно от един на друг орган и да се развива. Това му помага да се придвижва до полусмляната храна и да я поглъща. Червеят има уста, разположена отпред на тялото и три устни, това му помага да погълне повече храна. Нервната му система е просто устроена, имайки предвид ендопаразитния начин на живот. Отделителната му система е съставена от два канала разположени странично на тялото.

## Жизнен цикъл
За да се развие яйцето на детския глист са нужни 2 – 3 седмици на влага и богата на кислород почва. Едва тогава гостоприемникът може да се зарази. Когато погълне заразена храна червеят попада в организма му. От там бива отнесен от кръвния поток и попада в черния дроб, излюпва се и отива в сърцето, белия дроб, глътката. Когато се погълне отново той вече е стигнал до полова зрялост и отива в тънкото черво. Женският индивид има два яйчника, а мъжкият един семенник, след оплождането мъжкия умира. Женската снася по 2000 яйца, които се изхвърлят от организма и започва нов цикъл на развитие.